# Macedonia na Zimowych Igrzyskach Olimpijskich 2014
Macedonia na Zimowych Igrzyskach Olimpijskich 2014 – kadra sportowców reprezentujących Macedonię na igrzyskach w 2014 roku w Soczi. Kadra liczyła 3 sportowców.

## Skład reprezentacji

### Biegi narciarskie
Kobiety
| Zawodnik         | Konkurencja       | Czas    | Pozycje |
| ---------------- | ----------------- | ------- | ------- |
| Marija Kołaroska | Bieg indywidualny | 44:46,0 | 74.     |

Mężczyźni
| Zawodnik          | Konkurencja       | Czas               | Pozycje            |
| ----------------- | ----------------- | ------------------ | ------------------ |
| Darko Damjanowski | bieg indywidualny | 48:34,9            | 81.                |
| Darko Damjanowski | Bieg na 50 km     | Nie ukończył biegu | Nie ukończył biegu |
| Darko Damjanowski | Sprint            | 4:08,56            | 78.                |

### Narciarstwo alpejskie
| Zawodnik          | Konkurencja      | Czas 1. przejazdu           | Czas 2. przejazdu           | Czas łączny                 | Pozycje                     |
| ----------------- | ---------------- | --------------------------- | --------------------------- | --------------------------- | --------------------------- |
| Antonio Ristewski | Slalom gigant    | Nie ukończył 1-go przejazdu | Nie ukończył 1-go przejazdu | Nie ukończył 1-go przejazdu | Nie ukończył 1-go przejazdu |
| Antonio Ristewski | Slalom specjalny | 55,38                       | 1:03,06                     | 1:58,44                     | 29.                         |